# Kreisgericht Kosten
Das Kreisgericht Kosten war von 1849 bis 1878 ein preußisches Kreisgericht mit Sitz in Kosten.

## Geschichte
In Kosten bestand bis 1849 das Land- und Stadtgericht Kosten. Nach der Märzrevolution wurde dieses Gericht aufgehoben und in der ganzen Provinz Posen einheitlich Kreisgerichte gebildet. In Kosten entstand so das Kreisgericht Kosten. Es war eines von 16 Kreisgerichten im Sprengel des Appellationsgerichts Posen.
Der Sprengel des Kreisgerichts Kosten umfasste den Kreis Kosten mit den Städten Czempin, Kosten, Kriewen, Schmiegel und Wielichowo mit 59.146 Gerichtseingesessenen (1861). Das zuständige Schwurgericht war das Kreisgericht Lissa. Gerichtstage wurden in Kriewen, Schmiegel und Wielichowo gehalten. Das Gericht bestand aus einem Direktor und sieben Kreisrichtern.
Im Rahmen der Reichsjustizgesetze wurde das Gerichtswesen in Deutschland 1879 vereinheitlicht. Damit wurde das Kreisgericht Kosten aufgehoben und das königlich preußische Amtsgericht Kosten mit Wirkung zum 1. Oktober 1879 als eines von sieben Amtsgerichten im Bezirk des Landgerichtes Lissa als Nachfolger gebildet.

## Richter
- Robert Beisert (1866–1878, ab 1872: Direktor)